# Expedition: Robinson 2002
Expedition: Robinson 2002 var den sjätte säsongen av doku-/realitysåpan Expedition: Robinson. Efter att föregående säsong sänts, valde Sveriges Television att återigen sända en ny säsong av programserien. Anders Lundin fortsatte som programledare. Precis som i föregående säsong pågick säsongen över årsskiftet, dock betydligt längre i denna säsong. Säsongens första avsnitt sändes den 16 november och avslutades den 8 februari 2003. Säsongen utspelade sig i Pulau Besar i Malaysia, och spelades in under perioden maj-juli 2002. Slutgiltig vinnare blev Antoni Matacz.

## Deltagare
Totalt tävlade 17 personer i denna säsong. Inga jokrar tillkom. De tävlande var:
- Anna Sommerfeld Marsh, 27 år, Göteborg.
- Anna Stenlund, 24 år, Vasa (Finland).
- Annelie Wernholm, 46 år, Linköping.
- Antoni Matacz, 36 år, Örebro.
- Augustin Dupal, 34 år, Stockholm.
- Camilla Karlsson, 32 år, Gotland.
- Charles Murelius, 32 år, Stockholm.
- Erold Westman, 47 år, Storuman.
- Freddie Larsson, 28 år, Göteborg.
- Jennie Ekstrand, 24 år, Göteborg.
- Leif Svensson, 30 år, Vedevåg.
- Mariana "Mirre" Dehlin, 34 år, Stockholm.
- Martina Lundgren, 36 år, Katrineholm.
- Nemah Hansson, 36 år, Edsbyn.
- Nicklas Lindecrantz, 34 år, Söderköping.
- Patric Sjöström, 33 år, Stockholm (Skellefteå).
- Tanja Tabrizian, 21 år, Göteborg.

## Tävlingen
I denna säsong förändras upplägget en aning. Till skillnad från tidigare säsonger fick de två lagen Nord respektive Syd varsin lagkapten med immunitet i örådet. Dessutom gjorde man det ena laget med bara kvinnor och det andra laget med bara män, fast det tjejlaget hade en man (Charles) som lagkapten och det killaget hade en kvinna (Camilla) som lagkapten. En tredje förändring var att den som röstats ut från tävlingen fick en chans att komma tillbaka till tävlingen igen, via den s.k. Andra sidan. I övrigt var upplägget precis som i tidigare säsonger, där lagen möttes i pris- och Robinsontävlingar.
I det fjärde avsnittet skedde ett nattöråd där man röstade fram de nya lagen. Lagen hette dock fortfarande Nord och Syd, men bestod nu av blandade kill- och tjejlag. Charles och Camilla förlorade sin immunitet i öråden. 
I det sjunde programmet slogs Nord och Syd samman till lag Robinson, och från och med då tävlade varje deltagare individuellt, även om alla var med i samma lag. Innan sammanslagningen skedde hölls dock en sista tävling, som förlorades av Syd, som därmed fick rösta ut en till lagmedlem i ett fältöråd. I de senare programmen fick vinnaren i Robinsontävlingen välja ut de två som skulle vara röstningsbara i örådet, och i vissa avsnitt fick de utvalda även välja en tredje person som skulle vara röstningsbar. Även efter sammanslagningen kunde deltagare åka till Andra sidan. Alla deltagare som var kvar i originaltävlingen hade inte fått reda på att Andra sidan funnits tidigare, men precis innan finalen skulle hållas fick de reda på att den möjligheten fanns.
Finalen avgjordes i fyra steg. Först fick de två kvarvarande i Andra sidan duellera om den sista finalplatsen. Därefter blev det Plankan som avgjorde den första finalisten och den första eliminerade. Därefter fick tvåan och trean i Plankan göra en sista tävling, där vinnaren blev den andra finalisten. Slutligen skulle de som röstats ut/förlorat tävlingen efter sammanslagningen skett rösta fram vinnaren. Med endast en rösts marginal vann Antoni Matacz.

## Tävlingsresultat
Tabellen nedan redovisar vilket lag eller vilken/vilka personer som vann pris- och Robinsontävlingarna, samt vem som röstades ut.
| Avsnitt | Sändningsdatum   | Tävlingar               | Tävlingar         | Utröstade/ Hemskickade | Totalt antal örådsröster | Slutplacering                              | Tittarsiffror |
| Avsnitt | Sändningsdatum   | Pris- tävling           | Robinson- tävling | Utröstade/ Hemskickade | Totalt antal örådsröster | Slutplacering                              | Tittarsiffror |
| ------- | ---------------- | ----------------------- | ----------------- | ---------------------- | ------------------------ | ------------------------------------------ | ------------- |
| 1       | 16 november 2002 | Ingen pristävling hölls | Syd               | Martina                | ?                        | Första utröstade, Till Andra sidan, Dag ?  | 2 515 000     |
| 2       | 23 november 2002 | Nord [Charles]          | Syd               | Martina                |                          | Avbröt sin medverkan Dag ?                 | 2 458 000     |
| 2       | 23 november 2002 | Nord [Charles]          | Syd               | Anna                   | ?                        | Andra utröstade, Till Andra sidan, Dag ?   | 2 458 000     |
| 3       | 30 november 2002 | Nicklas, Anna           | Syd               | Jennie                 | ?                        | Tredje utröstade, Till Andra sidan, Dag ?  | 2 433 000     |
| 4       | 7 december 2002  | Jennie                  | Syd               | Anna                   |                          | Förlorade duellen Dag ?                    | 2 300 000     |
| 4       | 7 december 2002  | Jennie                  | Syd               | Charles                | ?                        | Fjärde utröstade, Till Andra sidan, Dag ?  | 2 300 000     |
| 5       | 14 december 2002 | Charles                 | Syd               | Jennie                 |                          | Förlorade duellen Dag ?                    | 2 182 000     |
| 5       | 14 december 2002 | Charles                 | Syd               | Annelie                | ?                        | Femte utröstade, Till Andra sidan, Dag ?   | 2 182 000     |
| 6       | 21 december 2002 | Charles                 | Nord              | Annelie                |                          | Förlorade duellen Dag ?                    | 2 601 000     |
| 6       | 21 december 2002 | Charles                 | Nord              | Camilla                | ?                        | Sjätte utröstade, Dag ?                    | 2 601 000     |
| 7       | 28 december 2002 | Nord                    | Mirre             | Tanja                  |                          | Sjätte utröstade, Dag ?                    | 2 534 000     |
| 7       | 28 december 2002 | Charles                 | Mirre             | Tanja                  | ?                        | Förlorade duellen Dag ?                    | 2 534 000     |
| 7       | 28 december 2002 | Charles                 | Mirre             | Nicklas                |                          | Avbröt sin medverkan Dag ?                 | 2 534 000     |
| 7       | 28 december 2002 | Charles                 | Mirre             | Freddie                | ?                        | Sjunde utröstade, Till Andra sidan, Dag ?  | 2 534 000     |
| 8       | 4 januari 2003   | Charles                 | Antoni            | Freddie                |                          | Förlorade duellen Dag ?                    | 2 719 000     |
| 8       | 4 januari 2003   | Charles                 | Antoni            | Augustin               | ?                        | Åttonde utröstade, Till Andra sidan, Dag ? | 2 719 000     |
| 9       | 11 januari 2003  | Augustin                | Leif              | Charles                |                          | Förlorade duellen Dag ?                    | 2 263 000     |
| 9       | 11 januari 2003  | Augustin                | Leif              | Mirre                  | ?                        | Nionde utröstade, Till Andra sidan, Dag ?  | 2 263 000     |
| 10      | 18 januari 2003  | Mirre                   | Antoni            | Augustin               |                          | Förlorade duellen Dag ?                    | 2 259 000     |
| 10      | 18 januari 2003  | Mirre                   | Antoni            | Anna                   | ?                        | Tionde utröstade, Till Andra sidan, Dag ?  | 2 259 000     |
| 11      | 25 januari 2003  | Mirre                   | Antoni            | Anna                   |                          | Förlorade duellen Dag ?                    | 2 515 000     |
| 11      | 25 januari 2003  | Mirre                   | Antoni            | Némah                  | ?                        | Elfte utröstade, Dag ?                     | 2 515 000     |
| 12      | 1 februari 2003  | Patric                  | Tävlingen avbröts | Leif                   | ?                        | Tolfte utröstade, Till Andra sidan, Dag ?  | 2 441 000     |
| 13      | 8 februari 2003  | Mirre                   | Mirre             | Leif                   |                          | Förlorade duellen Dag ?                    | 2 944 000     |
| 13      | 8 februari 2003  | Mirre                   | Mirre             | Erold                  |                          | Förlorade Plankan Dag ?                    | 2 944 000     |
| 13      | 8 februari 2003  | Antoni                  | Antoni            | Patric                 |                          | Förlorade duellen Dag ?                    | 2 944 000     |
| 13      | 8 februari 2003  | Juryröstning            | Juryröstning      | Mirre                  |                          | Andra plats Dag ?                          | 2 944 000     |
| 13      | 8 februari 2003  | Juryröstning            | Juryröstning      | Antoni                 |                          | Robinson 2002 Dag ?                        | 2 944 000     |

## Laguppställningar

### Lagen före första laguppdelningarna
Från början var deltagarna indelade i de två lagen Nord respektive Syd. De deltagare som blev kvar innan lagen tjej- och killaget blandades står i bokstavsordning, 
övriga står i röd text i den ordning de åkte ut i.
| Nr | Lag Nord               |
| 1  | Anna Stenlund          |
| 2  | Annelie Wernholm       |
| 3  | Charles Murelius       |
| 4  | Mariana "Mirre" Dehlin |
| 5  | Nemah Hansson          |
| 6  | Tanja Tabrizian        |
| 7  | Jennie Ekstrand        |
| 8  | Anna Sommerfeld Marsh  |
| 9  | Martina Lundgren       |

| Nr | Lag Syd             |
| 1  | Antoni Matacz       |
| 2  | Augustin Dupal      |
| 3  | Camilla Karlsson    |
| 4  | Erold Westman       |
| 5  | Freddie Larsson     |
| 6  | Leif Svensson       |
| 7  | Nicklas Lindecrantz |
| 8  | Patric Sjöström     |

| Nr | Andra sidan           |
| 1  | Jennie Ekstrand       |
| 2  | Anna Sommerfeld Marsh |
| 3  | Martina Lundgren      |

### Lagen efter första laguppdelningarna
I den fjärde episoden blev lag Nord respektive Syd omfördelade, då deltagarna röstade fram i ett öråd vilka som skulle tävla i respektive lag. Således blev det blandade kill- och tjejlag. De deltagare som blev kvar innan sammanslagningen står i bokstavsordning, 
övriga står i röd text i den ordning de åkte ut i.
| Nr | Lag Nord            |
| 1  | Anna Stenlund       |
| 2  | Augustin Dupal      |
| 3  | Freddie Larsson     |
| 4  | Nicklas Lindecrantz |
| 5  | Annelie Wernholm    |
| 6  | Charles Murelius    |

| Nr | Lag Syd                |
| 1  | Antoni Matacz          |
| 2  | Erold Westman          |
| 3  | Leif Svensson          |
| 4  | Mariana "Mirre" Dehlin |
| 5  | Nemah Hansson          |
| 6  | Patric Sjöström        |
| 7  | Tanja Tabrizian        |
| 8  | Camilla Karlsson       |

| Nr | Andra sidan      |
| 1  | Charles Murelius |
| 2  | Tanja Tabrizian  |
| 3  | Annelie Wernholm |
| 4  | Jennie Ekstrand  |

### Lagen efter sammanslagningen
I den sjunde episoden slogs Nord och Syd ihop till ett lag: lag Robinson.

Deltagarna står i den ordning som de röstades ut i, medan vinnaren (och Andra sidan-vinnare) är markerade i grönt.
| Nr | Lag Robinson           |
| 1  | Antoni Matacz          |
| 2  | Mariana "Mirre" Dehlin |
| 3  | Patric Sjöström        |
| 4  | Erold Westman          |
| 5  | Leif Svensson          |
| 6  | Nemah Hansson          |
| 7  | Anna Stenlund          |
| 8  | Mariana "Mirre" Dehlin |
| 9  | Augustin Dupal         |
| 10 | Freddie Larsson        |
| 11 | Nicklas Lindecrantz    |

| Nr | Andra sidan            |
| 1  | Mariana "Mirre" Dehlin |
| 2  | Leif Svensson          |
| 3  | Anna Stenlund          |
| 4  | Augustin Dupal         |
| 5  | Charles Murelius       |
| 6  | Freddie Larsson        |